# Friedrich VI. (Dänemark und Norwegen)

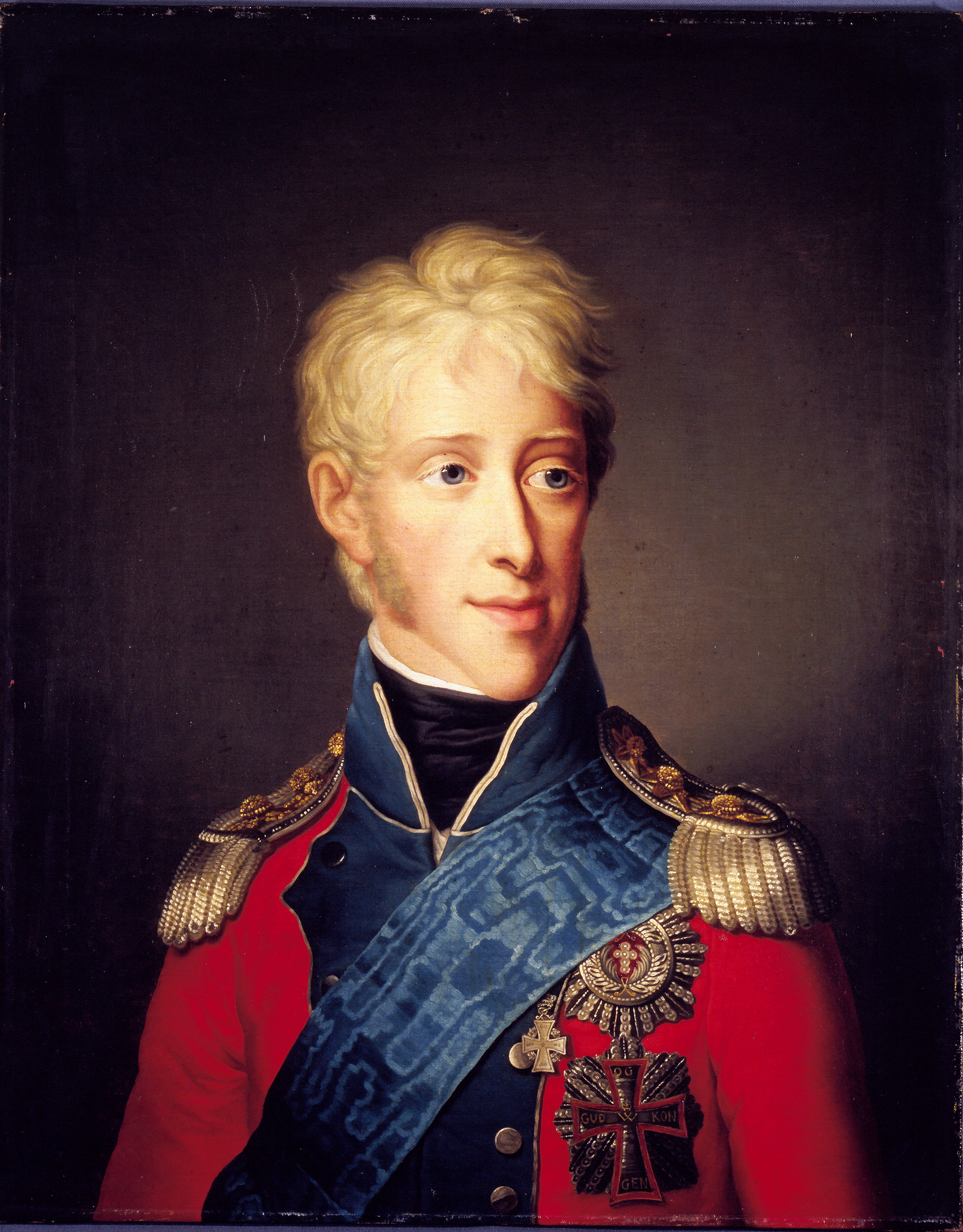
Friedrich VI., König von Dänemark, Gemälde von Friedrich Carl Gröger, 1808.

Friedrich VI. (dänisch Frederik VI.; * 28. Januar 1768 in Kopenhagen; † 3. Dezember 1839 ebenda) wurde mit dem Tod seines Vaters Christian VII. am 13. März 1808 König von Dänemark und Norwegen und Herzog von Schleswig und Holstein.

## Leben und Wirken

### Jugend

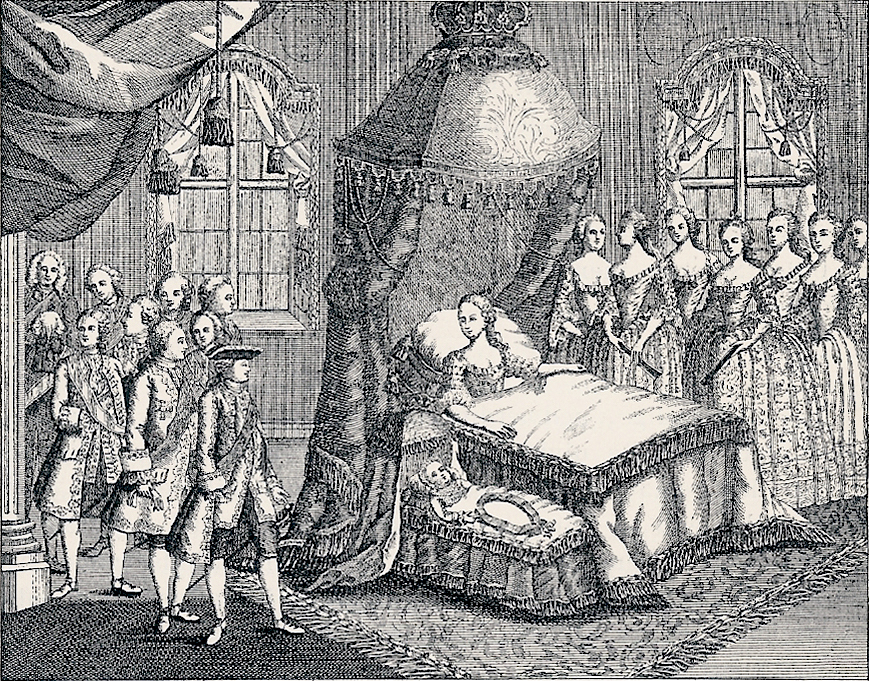
Geburt von Kronprinz Friedrich

Der zukünftige König Friedrich VI. wurde am 28. Januar 1768 im Schlafgemach der Königin auf Schloss Christiansborg in Kopenhagen geboren zwischen 10 und 11 Uhr abends. Er wurde als erstes Kind von König Christian VII. aus dem Haus Oldenburg 15 Monate nach der Hochzeit seiner Eltern geboren, einen Tag vor dem 19. Geburtstag seines Vaters, und während seine Mutter Caroline Mathilde erst 16 Jahre alt war. Der Vater war zum Zeitpunkt der Niederkunft schon seit zwei Jahren König, und als ältester Sohn war Friedrich somit von Geburt an Kronprinz. Er löste damit den jüngeren Halbbruder seines Vaters, Erbprinz Friedrich, als Thronfolger ab. Bereits zwei Tage später, am 30. Januar 1768, wurde der kleine Prinz vom Bischof von Seeland Ludvig Harboe auf den Namen seines verstorbenen Großvaters König Friedrich V. getauft. Seine Pateneltern waren sein Vater Christian VII., die Stiefmutter seines Vaters, Königinwitwe Juliane Marie, und der Halbbruder seines Vaters, Erbprinz Friedrich.

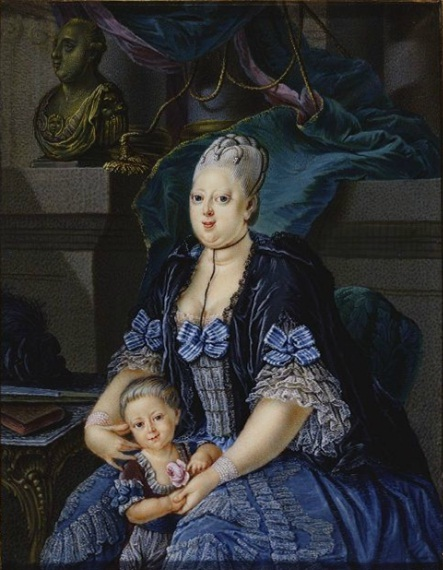
Kronprinz Friedrich mit seiner Mutter Königin Caroline Mathilde. Aquarell auf Elfenbein von Carl Daniel Voigts, 1773 (Royal Collection)

Zur Zeit der Geburt des Kronprinzen waren die Verhältnisse am dänischen Hof von der zunehmenden Geisteskrankheit Christians VII. und den daraus resultierenden Intrigen und Machtkämpfen geprägt. Friedrichs aus England stammende Mutter wurde von ihrem Ehemann vernachlässigt und begann 1770 eine Beziehung mit dem Arzt Johann Friedrich Struensee, der als Vertrauter des Königs quasi allein regierte. Caroline Mathildes Vertrauen erlangte Struensee dadurch, dass er den Kronprinzen während einer Pockenepidemie impfte und damit sein Leben rettete. Er war wahrscheinlich auch der Vater ihrer 1771 geborenen Tochter Louise Auguste, der einzigen Schwester von Friederich. Struensee kümmerte sich auch um eine Erziehung des Kronprinzen im Sinne der Aufklärung. Er empfahl der Königin, ihren Sohn nach den Prinzipien von Rousseaus Emile zu erziehen. Friedrich bekam einen bürgerlichen Spielgefährten und wuchs mit weit weniger Luxus, als für königlichen Nachwuchs als angemessen angesehen wurde, dafür aber auch mit weit mehr Freiheit auf.
Als Friedrich vier Jahre alt war, wurde seine Mutter gemeinsam mit ihrem Geliebten verhaftet und musste Dänemark verlassen. Sie starb 1775, ohne ihre Kinder wiederzusehen, in der Verbannung auf Schloss Celle, das ihr Bruder Georg III. ihr zur Verfügung stellte. Friedrich und seine Schwester wurden am Hof von Juliane von Braunschweig-Wolfenbüttel, der Stiefmutter ihres Vaters, erzogen, die aufgrund der Geisteskrankheit von Friedrichs Vater Christian VII. gemeinsam mit dem konservativen Staatsminister Ove Høegh-Guldberg die eigentliche Macht in Dänemark war.

### Kronprinzregent

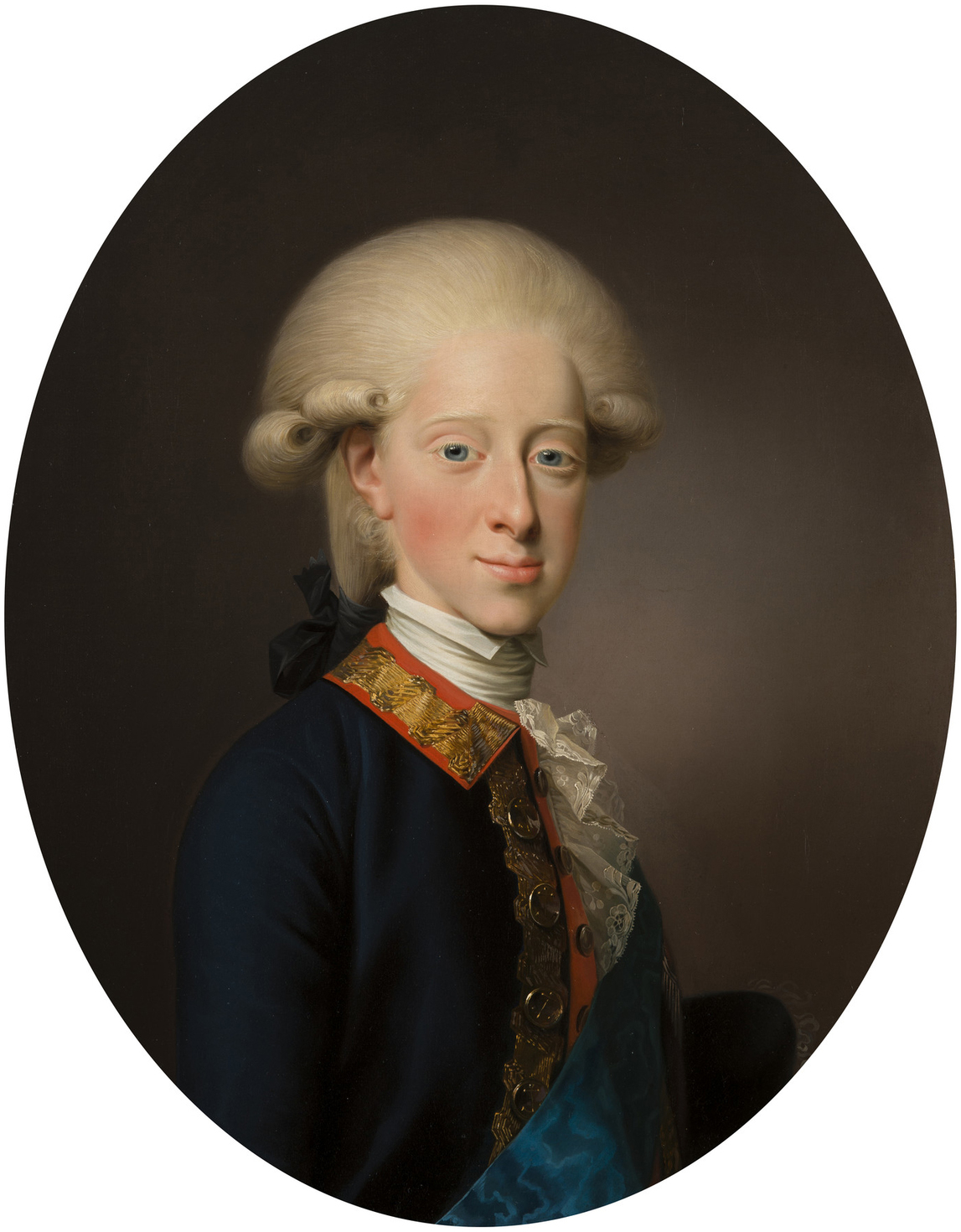
Porträt von Kronprinz Friedrich im Jahr der Machtübernahme. Gemälde von Jens Juel, 1784 (Royal Collection)

1784 wurde Friedrich mit sechzehn Jahren für volljährig erklärt und ergriff die Macht an Stelle von Høegh-Guldberg. Von da an regierte er als Kronprinzregent im Namen seines Vaters. Unterstützt vom Staatsminister Andreas Peter Bernstorff leitete er eine Reihe von liberalen Reformen ein. So wurde 1788 in Dänemark und 1798 in den Herzogtümern Schleswig und Holstein die Schollengebundenheit der Bauern aufgehoben und damit die Leibeigenschaft abgeschafft. Der dänische Gesamtstaat erlebte unter seiner Regentschaft eine Zeit des Friedens und des wirtschaftlichen Aufschwungs.
Nachdem 1785 eine erwogene Heirat mit der englischen Cousine Augusta daran gescheitert war, dass deren Vater Georg III. erklärte, er werde nach der schrecklichen Behandlung seiner Schwester, der Mutter des Kronprinzen, durch dessen Vater niemals eine seiner Töchter an den dänischen Hof schicken, heiratete Friedrich 1790 Marie von Hessen-Kassel. Von ihren acht Kindern überlebten nur zwei Töchter das Kleinkindalter.
1800 trat Dänemark im Zweiten Koalitionskrieg einer anti-britischen Koalition bei, die sich auf ihre bewaffnete Neutralität berief und erklärte, ihre Handelsschiffe verteidigen zu wollen. Um eine Vereinigung der dänischen, russischen und preußischen Flotten zu verhindern, griff Großbritannien in der Seeschlacht von Kopenhagen 1801 die dänische Flotte an und fügte ihr große Verluste zu.
Bis 1807 eroberte Napoleon das europäische Festland außer Dänemark und Russland und weitete die Kontinentalsperre auch auf die neutralen Staaten aus. Großbritannien versuchte Dänemark zu einer Koalition zu zwingen. Kronprinz Friedrich, der sich gerade in Holstein befand, gab den Briten keine Antworten. Anfang September 1807 beschossen die Briten Kopenhagen von der Seeseite aus und erzwangen so die Auslieferung der dänischen Flotte. Dabei brannte auch die Frauenkirche aus. Daraufhin erklärte Friedrich Großbritannien den Krieg und verbündete sich mit Frankreich. Anschließend setzte er den Staatsrat bis 1814 aus und fungierte selbst als Außenminister.

### König
Als Christian VII. am 13. März 1808 starb, wurde der Kronprinz als Friedrich VI. zum König Dänemarks. Am folgenden Tag brach der Krieg zwischen Dänemark und dem mit Großbritannien verbündeten Schweden aus, der im Dezember 1809 ergebnislos endete. Eine Krönung fand vorerst nicht statt, weil Friedrich persönlich die Kronjuwelen bereits 1807 aus Angst vor einem englischen Angriff von Schloss Rosenborg in die Klosterkirche von Sorø gebracht hatte, in der sie bis 1815 blieben.

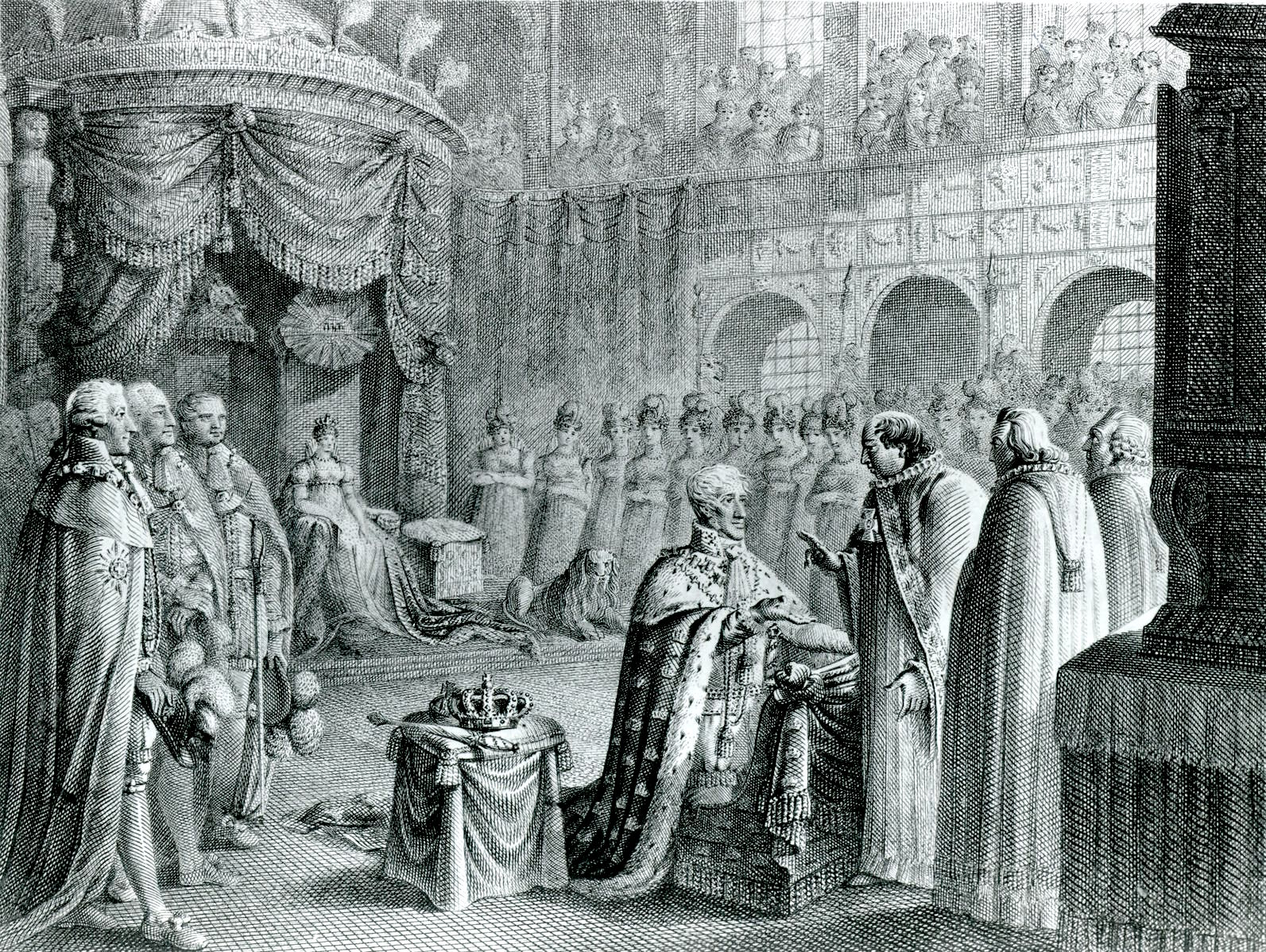
Friedrichs Krönung am 31. Juli 1815

Im Zusammenhang mit dem Friedensschluss mit Schweden wurde auch über eine Ehe der ältesten Tochter Caroline mit dem schwedischen Kronprinzen Karl August verhandelt. Dessen früher Tod 1810 machte dies zunichte. Die finanziellen Lasten der andauernden Napoleonischen Kriege, in denen Dänemark auf Seiten Frankreichs stand, führten bei seit Jahren angeschlagener Haushaltslage 1813 in den Staatsbankrott. 1814 musste Friedrich dem militärischen Druck Schwedens und Großbritanniens nachgeben und den Kieler Frieden unterzeichnen, durch den Dänemark Norwegen an Schweden verlor, aber Grönland, Island und die Färöer behalten konnte und sogar für eine kurze Zeit Schwedisch-Pommern erwarb. Dieses tauschte er 1815 gegen das Herzogtum Lauenburg ein. Friedrich reiste persönlich zum Wiener Kongress, wurde nach seiner Rückkehr triumphal empfangen und am 31. Juli 1815 in der Schlosskirche von Frederiksborg gesalbt.
Im Jahre 1831 musste er der Bildung von vier Provinzialständeversammlungen zustimmen.
Friedrich VI. starb 1839 nach insgesamt 55 Regierungsjahren als Kronprinzregent und König. Er wurde im Dom zu Roskilde bestattet. Da er ohne männliche Nachkommen war, folgte ihm sein Cousin Christian VIII.
Die nördlich von Hamburg gelegene Ortschaft Friedrichsgabe trägt seinen Namen. Ebenso wurde die Plantage Frederiksgave, die zu den dänischen Kolonialbesitzungen an der Goldküste (Ghana) gehörte, nach dem König benannt.

## Nachkommen

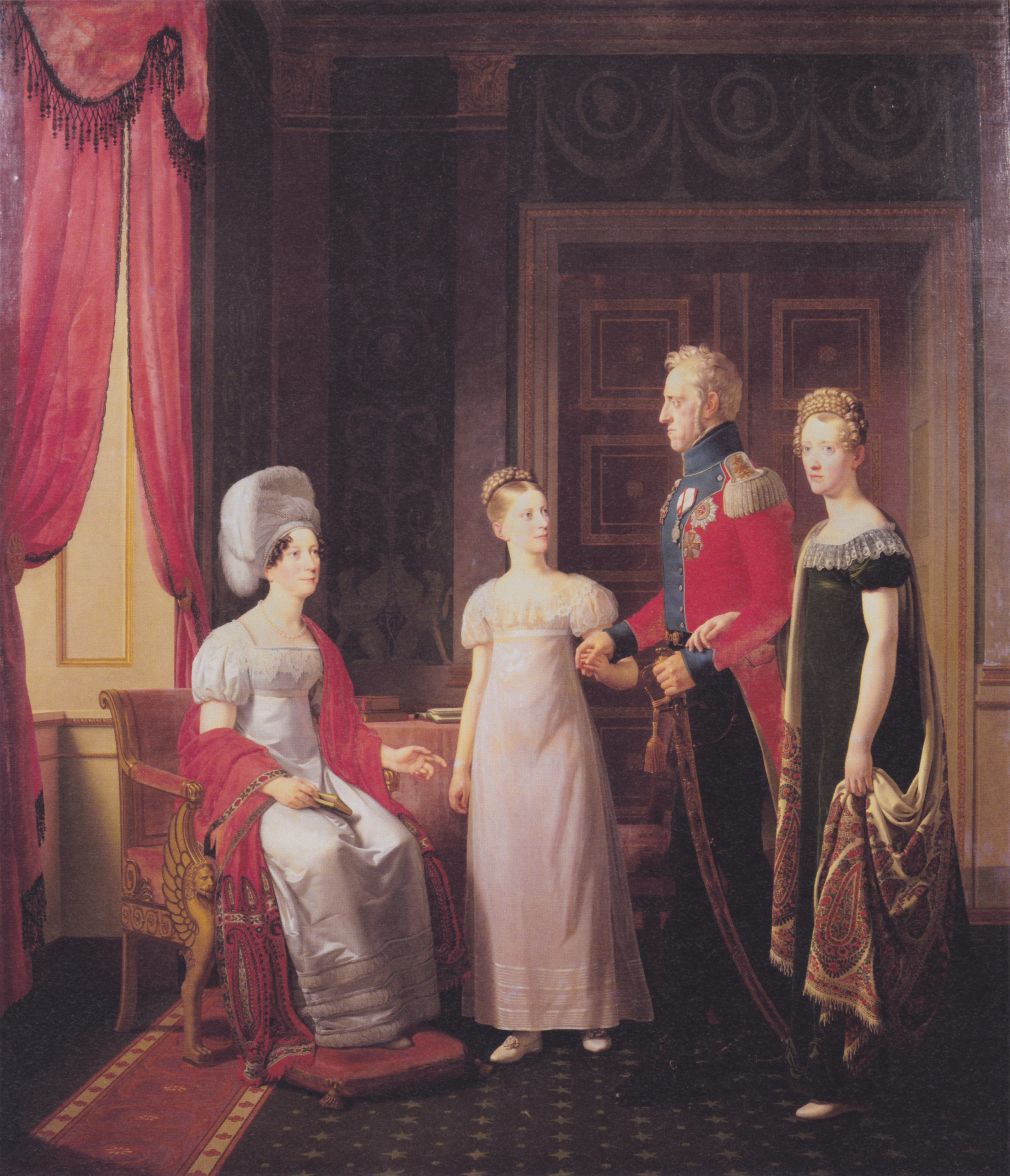
König Friedrich VI., Königin Marie und die beiden Prinzessinnen. Portræt von C.W. Eckersberg, 1821.

Friedrich VI. war mit Marie von Hessen-Kassel (1767–1852) verheiratet, die ihm acht Kinder gebar, von denen allerdings sechs im ersten Lebensjahr starben. Nur zwei Töchter wurden erwachsen:
- Christian (* 22. September 1791; † 23. September 1791)
- Marie Louise (* 19. November 1792; † 12. Oktober 1793)
- Caroline (* 28. Oktober 1793; † 31. März 1881) ⚭ Prinz Friedrich Ferdinand von Dänemark (1792–1863)
- Louise (* 21. August 1795; † 7. Dezember 1795)
- Christian (* 1. September 1797; † 5. September 1797)
- Juliane Louise (* 12. Februar 1802; † 23. Februar 1802)
- Friederike Marie (* 3. Juni 1805; † 14. Juli 1805)
- Wilhelmine Marie (* 18. Januar 1808; † 30. Mai 1891) ⚭ am 1. November 1828 mit dem späteren König von Dänemark Friedrich VII. (geschieden 4. September 1837); ⚭ am 19. Mai 1838 mit Herzog Karl von Schleswig-Holstein-Sonderburg-Glücksburg

Friedrich VI. war zudem Vater von vier unehelichen Kindern mit seiner langjährigen Mätresse Frederikke Dannemand (1790–1862):
- Louise, verh. von Zachariae (* 1810; † 1888), Caroline, verh. von Brockdorff (* 1812; † 1844), Friedrich (* 1813; † 1888) und Waldemar (* 1819; † 1835).

## Vorfahren
|  |                                                       |  |  |  |  |  |  |  |  |  |  |  |  |
|  | König Christian VI. (1699–1746)                       |  |  |  |  |  |  |  |  |  |  |  |  |
|  |                                                       |  |  |  |  |  |  |  |  |  |  |  |  |
|  |                                                       |  |  |  |  |  |  |  |  |  |  |  |  |
|  | König Friedrich V. (1723–1766)                        |  |  |  |  |  |  |  |  |  |  |  |  |
|  |                                                       |  |  |  |  |  |  |  |  |  |  |  |  |
|  |                                                       |  |  |  |  |  |  |  |  |  |  |  |  |
|  | Sophie Magdalene von Brandenburg-Kulmbach (1700–1770) |  |  |  |  |  |  |  |  |  |  |  |  |
|  |                                                       |  |  |  |  |  |  |  |  |  |  |  |  |
|  |                                                       |  |  |  |  |  |  |  |  |  |  |  |  |
|  | König Christian VII. (1749–1808)                      |  |  |  |  |  |  |  |  |  |  |  |  |
|  |                                                       |  |  |  |  |  |  |  |  |  |  |  |  |
|  |                                                       |  |  |  |  |  |  |  |  |  |  |  |  |
|  | Georg II. König von Großbritannien (1683–1760)        |  |  |  |  |  |  |  |  |  |  |  |  |
|  |                                                       |  |  |  |  |  |  |  |  |  |  |  |  |
|  |                                                       |  |  |  |  |  |  |  |  |  |  |  |  |
|  | Louise von Großbritannien (1724–1751)                 |  |  |  |  |  |  |  |  |  |  |  |  |
|  |                                                       |  |  |  |  |  |  |  |  |  |  |  |  |
|  |                                                       |  |  |  |  |  |  |  |  |  |  |  |  |
|  | Caroline von Brandenburg-Ansbach (1683–1737)          |  |  |  |  |  |  |  |  |  |  |  |  |
|  |                                                       |  |  |  |  |  |  |  |  |  |  |  |  |
|  |                                                       |  |  |  |  |  |  |  |  |  |  |  |  |
|  | Friedrich VI. König von Dänemark und Norwegen         |  |  |  |  |  |  |  |  |  |  |  |  |
|  |                                                       |  |  |  |  |  |  |  |  |  |  |  |  |
|  |                                                       |  |  |  |  |  |  |  |  |  |  |  |  |
|  | Georg II. König von Großbritannien (1683–1760)        |  |  |  |  |  |  |  |  |  |  |  |  |
|  |                                                       |  |  |  |  |  |  |  |  |  |  |  |  |
|  |                                                       |  |  |  |  |  |  |  |  |  |  |  |  |
|  | Friedrich Ludwig Prince of Wales (1707–1751)          |  |  |  |  |  |  |  |  |  |  |  |  |
|  |                                                       |  |  |  |  |  |  |  |  |  |  |  |  |
|  |                                                       |  |  |  |  |  |  |  |  |  |  |  |  |
|  | Caroline von Brandenburg-Ansbach (1683–1737)          |  |  |  |  |  |  |  |  |  |  |  |  |
|  |                                                       |  |  |  |  |  |  |  |  |  |  |  |  |
|  |                                                       |  |  |  |  |  |  |  |  |  |  |  |  |
|  | Caroline Mathilde von Großbritannien (1751–1775)      |  |  |  |  |  |  |  |  |  |  |  |  |
|  |                                                       |  |  |  |  |  |  |  |  |  |  |  |  |
|  |                                                       |  |  |  |  |  |  |  |  |  |  |  |  |
|  | Friedrich II. von Sachsen-Gotha-Altenburg (1676–1732) |  |  |  |  |  |  |  |  |  |  |  |  |
|  |                                                       |  |  |  |  |  |  |  |  |  |  |  |  |
|  |                                                       |  |  |  |  |  |  |  |  |  |  |  |  |
|  | Augusta von Sachsen-Gotha-Altenburg (1719–1772)       |  |  |  |  |  |  |  |  |  |  |  |  |
|  |                                                       |  |  |  |  |  |  |  |  |  |  |  |  |
|  |                                                       |  |  |  |  |  |  |  |  |  |  |  |  |
|  | Magdalena Augusta von Anhalt-Zerbst (1679–1740)       |  |  |  |  |  |  |  |  |  |  |  |  |
|  |                                                       |  |  |  |  |  |  |  |  |  |  |  |  |
|  |                                                       |  |  |  |  |  |  |  |  |  |  |  |  |

Sowohl über seinen Vater als auch über seine Mutter stammte er vom britischen Königspaar Georg II. und dessen Frau Caroline ab, die somit zwei Mal als seine Ureltern in der Ahnentafel auftauchen.